# Lantanhexaborid
Lantanhexaborid (LaB6) är ett mycket stabilt ämne som är användbart för produktion av elektronkanoner samt heta katoder.

## Struktur
Lantanhexaborid utmärker sig genom sin kubiska kristallstrukturer. Lantanatomen befinner sig i mitten, medan åtta boratomer sitter symmetriskt i hörnen av kuben och omger metallatomen. Det finns ingen valensbindning mellan metallatomen och boratomerna, medan boratomerna är bundna till varandra.

## Egenskaper
Lantanhexaborid är ett lila-violett ämne som är fast i rumstemperatur. På grund av de mycket starka kovalenta bindningarna mellan boratomerna har Lantanhexaborid en hög smältpunkt på 2210 °C. 
Materialet är stabilt och reagerar varken med vatten, syre eller saltsyra. Det reagerar endast med salpetersyra och kungsvatten vid rumstemperatur. Oxidation sker vid 600-700°C i en syrerik omgivning.

## Användning
Lanthanumhexaborid används främst för att tillverka heta katoder i form av kristaller eller beläggningar. Ämnet används även för att skapa elektronkanoner, vilka är en oumbärlig del av svepelektronmikroskop, transmissionsmikroskop och elektronlitografisystem.